# Filostachys nagi
Filostachys nagi (Phyllostachys nuda McClure) – gatunek bambusa z rodziny wiechlinowatych (traw). Naturalnie występuje w Chinach w prowincjach Jiangsu, Zhejiang, Anhui, Hunan, Fujian i Shaanxi. Uprawiany w Europie i Ameryce Północnej jako roślina ozdobna, w Stanach Zjednoczonych uznawany za najbardziej zimotrwały gatunek z rodzaju filostachys. Roślina może być z powodzeniem uprawiana także w warunkach klimatycznych Polski.

## Morfologia
Pędy początkowo bardzo ciemne, prawie czarne wraz z upływem czasu przybierają barwę od ciemnozielonej do oliwkowozielonej, grubościenne i gładkie, w początkowej fazie z intensywnym białym nalotem. Pochwy pędowe paskowane, pozbawione uszek i włosków. Na naturalnych stanowiskach osiąga wysokość 8–10,5 m, przy średnicy pędów 3–5 cm.